# البيضاء (رواية)

البيضاء (يوسف إدريس) 1970

البيضاء رواية للكاتب الدكتور يوسف إدريس  صدرت عام 1970 على الرغم من تصريح الكاتب في مقدمة الرواية أنه كتبها بين عامي 1956 و1958، وكان في عمر 29 سنة وقد تخرج من كلية الطب وتخصص في الطب النفسي، وكان وقت كتابتها ما زال يمارس الطب وتوقف عن ذلك عام 1960 واكتفى بالكتابة.
</ref>📖 ❞ رواية البيضاء ❝ ⏤ يوسف ادريس 📖. مؤرشف من الأصل في 2021-04-13.</ref>
تتناول الرواية قضية يمر بها الشرق في رغبته الدائمة في التغلب على الغرب حيث إن الغرب كان هو المستعمر ومصدر عذاب الشرقيين، وقدم يوسف إدريس بطله في هيئة شاب يتعرف على فتاتين من الغرب، وحسب قوله إن البطل راح يسأل نفسه كما يحدث دائما عند لقاء الرجل بالمرأة، في أي عمر وأي ظروف، ويتساءل الطرفان نفس السؤال «هل يمكن أن يقبلني».
«البيضاء» هي قصة حب في النهاية، ويمكن أن يحسها أي قارئ أو قارئة، وإن تضافرت فيها مشاعر الحب مع العمل السياسي أو الأدبي أو أي نوع آخر من الأعمال.
طبعت الرواية في كتاب لأول مرة في بيروت عام 1970 ثم صدرت في مصر عام 1990 بمقدمة نفى فيها إدريس أنه كتبها استغلالا لازمة صدام الماركسيين مع نظام عبد الناصر الذي اعتقل كثيرا من رموزهم عام 1959 بل سجل أنه كتبها عام 1955.

## المقدمة
بدأ إدريس مقدمته بذكر تاريخ كتابة روايته فقال: "لقد ظلمت هذه القصة (البيضاء) ظلما كبيرا، وللأسف فإن السبب في ظلمها هو أنها كانت فعلا متقدمة على التفكير السائد بين المثقفين اليساريين آنذاك، وبين تفكيرهم عالميا ومحليا اليوم. فقد كتبت في عام 56 - 58 ونشرت بضع طبعات، وها أنا ذا أعيد نشرها في طبعة خاصة لروايات الهلال الآن، الفرق إذن هو أربعة وثلاثون عاما.
اليوم لم تعد «البيضاء» اكتشافًا مبكرًا جدًا لأحداث ومفاهيم أصبحت هي القاعدة، ولكنها إذا وضعت في منظورها الزمني ممكن أن يعود لها بعض الإنصاف.
هي قصة حب، ليس أي حب، وقصة عصر ليس أي عصر وقصة سياسة ليست أي سياسة وقصة أطول عملا أفخر به كتبته، هي درة ثمينةٌ بين إنتاجي أعتز بها.
إني أهدي هذه القصةَ للماركسيين في العالم العربي اليوم؛ فضربهم باستمرار من قوى الحكم الغاشم حال بيني وبين أن أهتم اهتمامًا خاصًا بنشرها وإذاعتها مخافةَ أن تكون ضربة أخرى للماركسيين المصلوبين دومًا.
وأعتقد أن نشرها الآن ليس أمرا واجبًا فقط، ولكن التذكير بأن ثمةَ أناسًا كانوا منذ زمن بعيد يفكرون أسبق من زمنهم قبل خروشوف وقبل البريسترويكا، بالضبط من أيام كان ستالين حيا ويحكم بضراوة، هذا التذكير أصبح الاعتراف به -أخيرًا- أمرًا واجبًا. وأملي أن يستمتع القارئ بعمل أصبح الآن معتقًا كالنبيذ المعتق، أي أصبح أكثر قيمة وأغلى ثمنًا، فقد دفعت فيه أنا الكاتب - يوسف إدريس - ثمن هو أجمل سنين عمري، وإلى الآن لم أندم".

## مقتطفات من الرواية
هناك خطان في الرواية، كتب إدريس في الخط الأول فقال: «ما زلت أذكر ذلك اليوم كأنه اليوم. كنت أرتدي معطفًا رماديًّا اشتريته، أول معطف في حياتي أرتديه، وكنت مسرعًا إذ كان الميعاد قد أزف ومضت بعده دقائق. ومع هذا ورغم نسمات العصر الشتوية والوقت الضيق فقد رحت أسأل نفسي ذلك السؤال: ترى هل تصلح واحدة منهما أو الاثنتان لأحبهما؟ وهل تقع إحداهما في غرامي؟ وهل يكون لي معها قصة؟ وكنت أسال نفسي تلك الأسئلة مع علمي التام أنها أسئلة لا يصح إلقاؤها أو التفكير فيها. فالعمل الذي كنا نقوم به عمل جاد وخطير وليس فيه أي مكان أو فسحة للحب والغرام. كنا في عنفوان معركة الاستقلال، ومجلتنا تخوض حربًا لا هوادة فيها لإعداد الشعب للمعركة. والمعركة ضد الاستعمار قائمة في كل مكان، في السودان ومصر وسورية والبلاد العربية، وشمال أفريقيا وقبرص. ولجماعتنا أنصار وأعضاء في كل قطر من هذه الأقطار، والمجلة تصدر في القاهرة، ويتردد صداها في كل عاصمة من عواصم الشرق الأوسط. كنت أعرف هذا كله، ولكنني هنا أقول الحقيقة، فالحقيقة يصح قولها دائما. والحقيقة إننا حين نفكر بيننا وبين أنفسنا لا نفكر فيما يصح وما لا يصح».
يقول يحيى (بطل الرواية) في حديثه الذي لا ينقطع إلى نفسه وإلينا عن علاقته بالبيضاء «سانتي»: «وبدأت أفيق أو بالأحرى بدأت مرة أخرى أروح في الغيبوبة التي اعترتني منذ عرفتها، غيبوبة علاقتي بها، تلك الغيبوبة التي قطعها لفترة وجيزة خروج البارودي، الغيبوبة التي أصبح فيها مجرد كائن لا يربطه بالحياة إلا تلك الساعات القليلة التي يقضيها يتحدث فيها معها أو يتخيلها حين تغيب، ويحلم بها. وطوال الطريق كنت أصمم وأقسم، وألح على نفسي وأشتمها وألعنها، وأطلب من إرادتي كلها أن تتجمع، ومن كياني كله أن ينتفض، ومن ماضيّ وذكرياتي وكل شيء يخصني في هذا العالم أن يأتي لنجدتي ويساعدني لأستطيع أن أتخلص من علاقتي بها، أو على الأقل لأقاوم علاقتي بها، أقاومها وكأني أقاوم طاعونا أبيض غير مرئي يتقمص روحي. أيمكن أن توصلني علاقتي بسانتي وحبي لها إلى هذا الدرك؟ إلى هذا السرداب المظلم المتعفن الذي أنسى فيه نفسي وقيمي ولا أعود أحكم على أعز الأشياء واقدسها إلا من خلال علاقتي بها؟ عذاب ما كنت أحسه، أبشع أنواع العذاب، إذا سألت نفسي ماذا أفعل عذبني السؤال، وإذا أجبت عذبتني الإجابة، وإذا حلمت تعذبت، وإذا شككت أقاسي مر الهوان. انني رغم هذا كله لم أكف عن حبها ولن أكف، وأني قطعا وبالتأكيد هالك، وقد بدأت أتناول الحبوب المهدئة وأنام بالمنومات واستيقظ بالمنبهات، وعقلي كله أراه رأي العين ينفصل شيئا فشيئا عن واقع الحياة، ويتصاعد متصوفا في عبادتها، وكأنها تجردت هي الأخرى ووصلت إلى معنى الله».
الخط الثاني: يبدأ الخط الثاني مثل الخط الأول مع بداية الرواية، وبينما كان الخط الأول يسير في مشاهد متكررة بين يحيى وسانتي، فإن هذا الخط الثاني يسير في مشاهد عن نشاط يحيى العملي والسياسي، وكتب إدريس: «وكان ثمة عيد قد أقبل وكان عليّ أن أسافر إلى بلدتنا. فشيء مقدس أن يعود أبناء القرى الذين استوطنوا المدن إلى قراهم في الأعياد.والواقع أني بدأت أشتاق للبلدة ولعائلتي، ولآلاف الأشياء التي غادرتها هناك من صغري، ذلك الشوق الذي أعرف أن ساعة واحدة أقضيها في القرية تكفي تماما لإطفائه. سافرت إلى البلدة إذن، وطالعني كل ما أعرف سلفا أنه سوف يطالعني، مع هذا فللقائنا بالقرية فرحة كفرحة رؤيتنا لصورنا ونحن أطفال، ولخطّنا أيام كنا تلامذة في ابتدائي وثانوي. وقوبلت بما تعودت أن أقابل به، جرى أخي الصغير حين رآني قادما من المحطة وعانقني والتف حول ساقي، ثم انفلت وانطلق يعلن الخبر لأبي أمي وبقية إخوتي».
جاء الحديث عن النفس كثيرا في هذه الرواية، ويتحدث يحيى كثيرا عن نفسه العجيبة، المكونة من عدة أنفس متصارعة، وعن سخطه الدائم على هذا الجزء أو ذاك من أجزاء نفسه، وعن رغبته في ترك أجزاء أخرى منها تبوح وتنفعل وتحيا، حتى لو بدت انتهازية أو غريبة أو وقحة أو مريضة. إنه الصراع الذي لا ينتهي بين مستحيلين، أو مستحيلات متعددة، كلها تعتمل في نفس البطل حيث كتب: «أكاد أتمنى ألا تأتي لأشقى وأتعذب وأشمت في ذلك الجزء من نفسي، ذلك الجزء المتفائل الذي كان يؤكد لي باستمرار أنها لا بد قادمة ويسخر من مخاوفي وشكوكي. وأصبحت الساعة الثالثة ونشب في نفسي جدل عنيف. آلاف الأشياء تؤكد أنها قادمة. وآلاف الأشياء تؤكد لي أنها ذهبت من حياتي إلى الأبد ولن تعود، وأنا فرح لأني سأشقى وأحزن، وحزين لأني قد أفرح، ساخطا على نفسي أشد السخط لأني تركت أبي العجوز واخوتي وكل الناس الذين يحبونني وجئت لمقابلتها، راض عن نفسي لأني نبذت الواجبات الجوفاء وخرقتها وأقدمت على عمل أحقق به رغبة هي من حقي أنا وبجماع نفسي أريدها. لو طلب أحدهم مني بعد مقابلتي لها أن أصفها لما استطعت، فما جدوى الوصف. إنه لشيء مضحك أن نقرأ في قصص الحب أن البطل غرق إلى آذانه في حب البطلة لشعرها الأسود المتهدل أو عيونها العسلية ذات الرموش الطويلة. هراء وتخريفات، فنحن لا نفضل إنسانا على آخر لأن ملامح هذا أجمل من ملامح ذلك، أو نحب فتاة لعيونها الجريئة أو لالتفاتاتها الرشيقة، يخيل إليّ أننا نحب الإنسان لشيء لا نستطيع تحديده في الإنسان، واسألوا كل من أحب، ماذا أحببت في رفيقك، ودعوه يجيب، وحققوا له كل ما يقوله في رفيق آخر، فسوف يظل يقول هناك شيء ناقص لوسألناه عن كنهه لما استطاع الإجابة. وفي كل منا شيء لا نستطيع تحديده، هو روحه هو مجموع أجزائه الظاهرة وأجزائه التي لا تظهر، دمه، شخصيته، ظله».
ينتقل إدريس للحديث عن خلافه المنهجي مع من حوله: «بدأت أتبين أن خلافي مع البارودي خلاف أساسي. هو يرى أن وعي الإنسان بنفسه يجب أن يكون هو القيمة العليا، وأنا أرى أن الإنسان نفسه بوعيه وبلا وعيه وبصوابه وخطئه هو القيمة العليا. . المشكلة في نظره هي الغاية والمبادئ بصرف النظر عن الوسيلة لتحقيقها، والمشكلة في نظري هي الناس الذين سيحققون هذه المبادئ أو يحققون غيرها، هو يرى أن نسخر الناس لتحقيق الأهداف التي رسمناها لهم، وأنا أرى أن نسخر أنفسنا لتحقيق أهداف الناس مهما بدت ساذجة في نظرنا وقصيرة المدى، هو يرى أن الناس أقل وعيًا منا، وأنا أرى أن وعينا مهما بلغ ليس أكثر من قطرة في محيط وعي الناس، باعتبارهم جسد الحياة وعصبها الأكبر».

## الخاتمة
بعد أسابيع قليلة فوجئت في الثانية من صباح ذات يوم بطرق خفيف متلصص على بابي. من أول طرقة أدركت أن ساعة السجن حانت، ودخل الضابط مؤدبًا أبيض الشعر يكاد يذوب رقة. فتَش البيت واستغرق في تفتيشه ست ساعات، وفي الصباح اقتادني إلى القسم ومنه إلى السجن
وفي السجن بدأت حياة جديدة
وفي السجن وافاني شوقي بعد أسابيع من الهرب، وعلمت أن سانتي غادرت البلاد، وأن لورا اعتقلت هي الأخرى وإنها بجوارنا في سجن الحريم. وكم هفت نفسي لأراها، أنها البقية الباقية من سانتي وأيام سانتي
أما البارودي فقد ظل أعمى يقودوحين أفرج عني بعد عامين، كانت سانتي قد أصبحت صورة وكلمات، وكانت أيامي المشحونة معها قد بردت وتقلصت واستكانت في زاوية من نفسي، ربما لتعود إلى الوجود بشكل آخر.
ولو أن أحدًا قد لوح لي أن سانتي ممكن أن تتحول ذات يوم إلى ذكرى، مجرد ذكرى، لخنقته احتجاجا وغضبًا
ولكن أحدًا لم يقلها، حتى أنا لم أقلها لنفسي، إنما بلا قول أو ضجيج تكفل الزمن بكل شيء، وفي صمت وبلا مؤثِّرات
الزمن القاتل
نهاية الأشياء
القاهرة في صيف 1955

## نقد وتعليقات
قدم الناقد المصري والأستاذ بكلية آداب جامعة القاهرة «خيري دومة» في عام 2008 قراءة جديدة لرواية «البيضاء» التي كتبها يوسف إدريس قبل نحو خمسين عاما وتعرض بسببها لهجوم من نقاد اليسار المصري بسبب ما اعتبروه محاباة منه لنظام الرئيس الأسبق جمال عبد الناصر الذي اعتقل فيه إدريس عام 1954، وحسب موقع وكالة رويتر فإن الدكتور دومة أعتبر «البيضاء» عملًا فريدًا من عدة نواح منها أنها أكبر أعمال إدريس حجمًا وأنها لم تنشر في كتاب إلا عام 1970 رغم نشرها مسلسلة في صحيفة «الجمهورية» صوت الثورة الناصرية عام 1959 الذي تعرض فيه الماركسيون للاعتقال وهو ما ظلم الرواية وعرض مؤلفها لكثير من الهجوم والتخوين من قوى اليسار.
اشترك الدكتور خيري دومة في ندوة تحمل اسم "يوسف إدريس. رؤى متجددة"، والندوة تنظمها لجنة القصة بالمجلس الأعلى للثقافة تستمر ثلاثة أيام وتعلن في جلستها الختامية (جائزة يوسف إدريس) في دورتها الثانية التي تقدم لها 70 متسابقا. قدم الدكتور خيري دومة بحثًا عن يوسف إدريس وقال: "إن معظم نقاد اليسار رأوا في بطل رواية «البيضاء» نموذجًا سلبيًا ليساري بدا مرتدًا ينتقد اليسار من الداخل، وفسروا موقف إدريس بأنه يمالئ النظام ويبرر له ما يقوم به (من اعتقالات للماركسيين في 1959) أو على الأقل ليتفادى الاصطدام به من جديد بعد اعتقاله في 1954"، وتابع الدكتور دومة فقال: "إن هؤلاء النقاد آثروا الصمت عن الرواية حين نشرت في كتاب عام 1970 إما لأنهم عدوها سقطة فنان كبير ويحسن الصمت عنها، أو لأنها من وجهة نظرهم تعد من أضعف رواياته من الوجهة الفنية مضيفا أن القلائل الذين كتبوا عنها هاجموها سياسيا كما انتقدوها فنيا لكي يصلوا في النهاية إلى هجوم سياسي. إن تردد إدريس أكثر من عشر سنوات في طبع الرواية في كتاب بدا فعلا وكأنه يعكس أزمة ضمير. إن قراءة الرواية الآن خارج ذلك السياق التخويني الذي أحاط بنشرها يسمح بالتوصل إلى نتائج مختلفة منها أنها ليست مجرد وثيقة تاريخية أو سياسية عن فترة محددة من تاريخ مصر وإنما قصة حب من نوع خاص بين بطلها الطبيب اليساري المصري الشاب وحبيبته اليونانية البيضاء وهي بالنسبة له الروح وربما شيء أكبر من الروح.
حاول فاروق عبد القادر في مجلة "روز اليوسف" 3 أغسطس 1970 تصحيح التواريخ التي أخطأ فيها يوسف إدريس، فمن المؤكد أنه لم يكتب الرواية في صيف 1955، لأنه كان معتقلًا في سجن القناطر في ذلك الوقت".
كتبت أسماء رمضان على موقع ساسا في أول يونيو 2019: «انطوت كتابة يوسف إدريس لرواية البيضاء على الجسارة الإبداعية، وعلى الرغم من أن إدريس كان يثور دومًا على الأوضاع الاجتماعية والاقتصادية المصرية، إلا أنه في رواية «البيضاء» اختار أكثر مجال إثارة للمتاعب والجدل وهو المجال السياسي. إذ تعد رواية «البيضاء» عملًا كاشفًا يسقط قضية الحرية على قضية الهوية، بما يجعل كل واحدة منهما وجهًا للأخرى».
كتبت نفيسة دسوقي على موقع أصوات أون لاين في 31 مارس 2019 وهي تتحدث عن أستاذة الأدب العربي، بمعهد الاستشراق بموسكو، فاليريا كيربتشنكو،  في دراستها "يوسف إدريس .. خفايا الإبداع": «البيضاء» كما تتناولها فاليريا كيربتشنكو، رواية خاصة للغاية تعكس حياة وطبيعة كاتبها، فيحيى بطل الرواية يشبه كثيرا يوسف إدريس، ذلك إن قصة حياتهما في جوهرها واحدة. غير أن كيربتشنكو تعود لتؤكد على أن «البيضاء»، ليست سيرة ذاتية ليوسف إدريس، رغم التسليم بالتشابه الشديد بين بطل الرواية، ومؤلفها. إلا أن أهم ما أثير عن تلك الرواية، تمثل في ذلك الحد الفاصل الذي وضعته بين يوسف إدريس، ورفاقه من الشيوعيين".
كتب موقع صحيفة "الإمارات اليوم" الصادرة عن مؤسسة دبي للإعلام في 11 يوليو 2012: "روايته «البيضاء» أثار الراحل الدكتور يوسف إدريس الكثير من الجدل، إذ اعتبرها نقاد "سقطة مبدع"، وشن مثقفين ينتمون إلى تيار اليسار حملة على إدريس بسبب الرواية التي نشرت في حلقات في نهاية خمسينيات القرن الماضي. ضجة كبرى وصلت إلى تخوين يوسف إدريس واتهامه بمغازلة النظام والسلطة في مصر حينها، وإعترف إدريس في إحدى شهاداته عن «البيضاء» أن كتابته لها جاءت بعد الصدمة التي تعرض لها، واكتشافه الكثير عن قيادات التيار اليساري، وقال: "كنت أريد أن أكتب تاريخ هذه الفترة من حياتي؛ لأن أحد الإحباطات الكبرى التي حدثت لي عندما دخلت السجن لأني كنت أعتنق الشيوعية، وكنت على استعداد للموت في سبيلها، ورأيت تصرفات الكبار والزعماء، وكنت قبل ذلك سافرت إلى بلاد الديمقراطيات الشعبية. اكتشفت أن هناك اختلافًا كبيرًا جدًا بين القول والفعل، وبين النظرية والتطبيق، حدث لي نوع من خيبة الأمل، بل كفرت بالشيوعية الستالينية".
قامت «فاتن محمد علي» على موقع «منتدى الكتاب العربي» في 14 يوليو 2021 بتشريح رواية «البيضاء» حيث كتبت: «إن يوسف إدريس احب وتزوج في بداية حياته امرأة مكسيكية. ولما كان لدى ادريس، رواية يعترف بأنها مستوحاة من قصة حب حقيقية؛» رواية البيضاء«التي يحكى فيها حبه وارتباطه باليونانية سانتى فيقفز اليها الكاتب من خلال لعبة التخيل»، وتجمع وتمزج كاتبة المقالة بين رواية «البيضاء» ورواية«الزوجة المكسيكية» للكاتب الطبيب الأستاذ إيمان يحيى، الحاصل على دكتوراه الطب من الاتحاد السوفيتي، ومن ثم إجادته للغة الروسية، وعمله بالترجمة منها.
كتب حمدي عابدين على موقع صحيفة «الشرق الأوسط» السعودية في مقال تحت عنوان «الزوجة المكسيكية». تكشف أسرارًا في حياة يوسف إدريس": "بدأ الدكتور «إيمان يحيى» رحلة بحث وتقص استمرت سبع سنوات، أنهاها بإصدار عمله الروائي الثاني «الزوجة المكسيكية»، وفيه راح يسرد قصة زواج إدريس من فتاة مكسيكية تدعى روث. وسرد كاتب المقالة حواره مع إيمان يحيى الذي قال: «البداية كانت في الغموض الذي أحاط به يوسف إدريس زواجه من روث. وماتت في سن مبكرة جدًا بمرض السرطان، ولا تنس أن مصر والعالم كله كان يمر في تلك الأيام بفترة صعود لليسار. في رواية البيضاء، لم يكن هناك إشارة لشخصية مكسيكية، لكن ما جاء بها هو حديث إدريس عن فتاة يونانية كان البطل يحيى مصطفى طه على علاقة بها. قررت بعد ذلك البدء في كتابة الرواية، وانتهيت منها بعد 3 سنوات، لأجعلها تخرج للقارئ كما أريد.»
كتب جابر عصفور على موقع صحيفة الأهرام في 21 سبتمبر 2018: «ما الذي يدفعني أن أبعث شخصية» يحيى«للحياةِ مِن جديدٍ؟ بل مَن الذي ذكرني بها؟ ألا يكفِي أنها أوقعتنا في حيرةٍ بسببِ تناقُضاتِها، وغرائزِها المُتأرجِحةِ في رواية «البيضاء»؟ لن أُجيبَ الآن، وسأكتفي بما انتويته. لن أبعث حيا وحده ولكني سأُعيد الروح إلى» سانتي، والبارودي. وكل الشخصيات التي صنعتْ نسيج هذه الرواية«، هذا ما يقوله الراوي الدكتور» سامي جميل«في الفصل الاستهلالي لرواية»الزوجة المكسيكية «، وهو قول ينبئ عن قَصده من كتابة رواية شارحة عن رواية يوسف إدريس «البيضاء» التي أثارت انتباهه وإعجابه إلى درجة الهوس».
كتب الدكتور عمار علي حسن علي موقع مصراوي في 2 يوليو 2020: "هناك من يقول إنه قد اختفى من الساحة العامة، على أثر تعليقات له علنية ضد الوضع السياسي في عهد السادات ولم يعد للظهور إلا بعد حرب أكتوبر 1973 ليصبح أحد كبار كتاب صحيفة الأهرام. لكن ملفا صدر بجريدة "القاهرة" في 13 يوليو 2004.
تحت عنوان "يوسف إدريس. أمير الحكي" حوى آراء مختلفة، حيث قال الكاتب السياسي محمد عودة: "يوسف إدريس لم ينقلب على اليسار. هذا كلام مقاهٍ"، فيما أعلن شيوعيون في الملف نفسه براءته من تهمة الخيانة بعد نصف القرن من الحملة التي شنوها ضد روايته «البيضاء»، بل إن ميلاد حنا قال إن علاقة إدريس بالسادات كانت متقلبة".
يبلور شكري عياد رؤية يوسف إدريس، فيقول: «موقف يوسف إدريس لم يكن في يوم من الأيام موقفا» أيديولوجيا«محدّدًا. لقد كان يوسف إدريس ولا يزال فنانًا، والفرق بين الفنان والأيديولوجي أن الفنان يرى الواقع من زوايا متعددة، وأحيانًا متعارضة، بل إن التعارض في الرؤية كلما كان حادًّا كان الفن أعظم، أما الأيديولوجي فلا يرى الواقع إلا من زاوية واحدة. في مختلف مشاهد الحياة كان يوسف إدريس يرى النقيضين، ولكنه كان يميل دائمًا إلى تأكيد جانب الانتصار، والواقع أن ليوسف إدريس شغفًا خاصًّا بتأكيد معنى الحياة حين تكون في تلك اللحظة الحرجة؟ التي يبدو الإنسان فيها على وشك السقوط. فن الكاتب يعتمد في نظري على أسطورة خاصة به، قد يبحث بعض النقاد عن هذه الأسطورة في طفولته الباكرة، وقد يخضعونها لنموذج عام مثل أسطورة أوديب، ولكنني أفضل أن أستقرئها من أعماله الأدبية. وأسطورة الكاتب ليست» تجربة«، ولا» عقيدة«ولا حتى» رؤيا«، أسطورة الكاتب شيء كامن في أعماق الوعي. . وكل من يقرأ يوسف إدريس يحس أسطورته، ويدرك أنها تدور حول معنى البطولة، ولكنها بطولة شديدة الارتباط بالواقع، بطولة طبيعية إن صح هذا التعبير، أعني أنها جزء من الطبيعة البشرية، يراها يوسف إدريس حتى في أتفه الشخصيات… البطولة عند يوسف إدريس بطولة طبيعية، تنبت في الطبيعة وتهزمها الطبيعة أيضًا. . ولذلك فليس في مقدور أي إنسان أن يكون بطلًا كاملًا، إن الطبيعة التي أوجدته سوف تحطمه، وهذا هو الشطر الآخر من أسطورة يوسف إدريس».
هاجم سامي خشبة صاحب الرواية في جريدة المساء في 16 يوليو 1970 مقال تحت عنوان «بيضاء يوسف إدريس: قصة الحب والكذب» يذكره فيه بأنه كتب الرواية (بحسب ما قال إدريس) عام 1955، وهو العام نفسه الذي كان يقبع فيه إدريس بسجن القناطر، وبالنسبة إلى اليساريين لم تكن الصفعة فقط، في نقد نهجهم وأفكارهم ولكن الضربة التي وجهها إدريس لقلب التيار اليساري كانت في أنه نشر رواية البيضاء في جريدة الجمهورية، بعد أن تصالح مع السلطة الناصرية في الوقت الذي كان يتلقى فيه اليساريون أبشع أنواع التعذيب في السجون الناصرية.

## وصلات خارجية
https://www.nizwa.com/?p=3835 البيضاء (رواية)
https://www.goodreads.com/book/show/5977706 البيضاء (رواية)
https://gate.ahram.org.eg/daily/NewsPrint/671770.aspx البيضاء (رواية)